# Hugo Adami
Pilade Francesco Hugo Adami (São Paulo, 8 de dezembro de 1899 – São Paulo, 28 de dezembro de 1999) foi um pintor, artista plástico, cenógrafo, cantor lírico e ator brasileiro.
Era filho dos imigrantes italianos Leonetto Adami e Leonetta Bruschi, foi aprendiz de importantes nomes do cenário artístico ítalo-paulista como Giuseppe Barchitta, Alfredo Norfini e Enrico Vio. Posteriormente estuda na Academia de Belas Artes de  Florença (Itália).
Adami passa uma temporada em Paris onde entra em contato com a obra de Paul Cézanne. Imerso no movimento modernista, integrou o Clube dos Artistas Modernos (CAM) a partir de 1933. Fez diversos trabalhos de cenografia, além de colaborações com artistas consagrados como Anita Malfatti, Lasar Segall e Vittorio Gobbis.
Quatro anos mais tarde, em 1937, toma parte da primeira exposição da Família Artística Paulista (FAP) com Alfredo Volpi, Aldo Bonadei, Clóvis Graciano e Rossi Osir.
 

Entre 1945 e 1970, Adami opta por outros caminhos e não produz mais artisticamente. Só torna a pintar em 1975.